# グレッグ・ラロッカ
グレゴリー・マーク・ラロッカ（Gregory Mark LaRocca , 1972年11月10日 - ）は、アメリカ合衆国ニューヨーク州出身の元プロ野球選手（内野手）。
シーズン28被死球は日本プロ野球記録。

## 経歴

### プロ入り前
マサチューセッツ大学を経て、1994年のMLBドラフト10巡目（全体の262番目）でサンディエゴ・パドレスに指名され契約。

### パドレス時代
2000年9月7日にメジャーデビュー。シーズン終了までに13試合に出場し、6安打を記録した。

### インディアンス時代
2001年にクリーブランド・インディアンスに移籍し、2002年にメジャー再昇格。

### 広島時代
2004年、広島東洋カープに入団。尚、ラロッカはエリック・シュールストロムが駐米スカウトとして初めて担当した選手だった。
内野ならどこでも守れる中距離ヒッターという触れ込みで、推定年俸2700万円と格安だったため開幕前はあまり注目されていなかった。しかしシーズンが始まると嶋重宣と共に高打率を維持し、前半戦だけで26本塁打を打った。前半は3番・二塁だったが、7月から4番・一塁に定着。後半もペースを落とさず、打率3割40本塁打100打点の大台に到達し、打撃3部門全てでリーグ5位に入った。打率.328はチームメイトの嶋に次いでリーグ2位、最高出塁率のタイトルを獲得。変化球も苦にしないバッティングで66三振と三振はかなり少なく、チームトップの11盗塁を記録した。
2005年は、序盤から4番に座り、高打率を維持していたが、守備時に打球を手に当てて指を骨折するなど度重なる故障に泣き、結果的には打率.303、18本塁打、56打点で80試合の出場にとどまった。11月18日にトム・デイビー、ケニー・レイボーンと共に戦力外通告を受け、東京ヤクルトスワローズに移籍した。

### ヤクルト時代
2006年、ヤクルトでは同僚のアレックス・ラミレス、アダム・リグスらと強力な中軸を形成。外国人野手3人組にはファン公募で「F-Brothers」というニックネームが付けられた。
5月9日の対西武ライオンズ戦（神宮）では3打席連続本塁打、翌日の5月10日には1イニング2本塁打を記録した。セ・パ交流戦では.343の好成績を残したが、8月に左膝負傷・手術で戦線離脱した。シーズン中に復帰出来なければ来期の契約をしないことを通告されたが、シーズン末期に復帰した。この年は103試合出場、打率.285、18本塁打とそれなりの成績を収め、ファンを安堵させた。
翌年の処遇はしばらく不透明だったが、12月1日に自由契約選手として公示され、退団。信頼できる中距離バッターを求めていたオリックス・バファローズへの入団が決定した。

### オリックス時代
2007年、オリックスでは故障がちなことと打撃に専念させたい現場の意向から、二塁よりも負担が少ない三塁手で起用され、打順は主に3番を任された。序盤好調で5月終了時点で3割17本塁打を打ち、大きな故障もなく3年ぶりに規定打席に到達した。28死球を記録し、1シーズン最多死球の日本記録を55年ぶりに更新したことが話題になった。
4月5日、対ロッテ戦で本塁打を放ち、全球団から本塁打（近鉄を除き、オリックス、楽天を含む12球団）を達成。8月24日の対楽天17回戦で、延長10回裏に渡邉恒樹から「人生初」となるサヨナラ弾を、レフトスタンドへ放った。
2008年は、開幕戦こそチーム初打点となる先制タイムリー二塁打や、決勝犠飛を涌井秀章から放ったものの、春先から極度の打撃不振に苦しむ。やがて右肘痛を訴え、5月5日に出場選手登録を抹消。その後、球団はラロッカが右肘側副靱帯の再建手術（トミー・ジョン手術）を5月28日に行ったことを発表した。これにより残りのシーズンを棒に振ったため、球団は契約解除も検討しつつ、大幅減俸での残留もあり得るとしていた。
2009年、ラロッカ側が大幅減俸の条件を飲み、1月28日に契約に合意。楽天からホセ・フェルナンデスの加入をうけ、チームの構想は二塁手だったが、開幕後は主に三塁手で出場。本拠地開幕戦である4月10日の対ロッテ戦では、清水直行・松本幸大・川崎雄介から自身3年ぶりに3打席連続本塁打を記録した（同日、阪神の金本知憲も3打席連続本塁打を放っている）。故障で離脱したアレックス・カブレラとタフィ・ローズ、不調のフェルナンデスの穴を埋め、一時は4番も任され、チーム最多の12本塁打を放つなど活躍を見せていた。だが、7月28日の対ソフトバンク戦で、プロ野球史上13人目となる100個目の死球を森福允彦から受けて右手を骨折し、残りシーズンを棒に振った。骨折でチームを離れたこともあり、翌年の去就は微妙だったが、推定年俸2700万円と格安なことからチームに残すことに支障はないと判断され、残留となった。
2010年は主に5番サードまたは指名打者として出場し、3月22日の楽天戦では永井怜から逆転2ラン本塁打を放つ活躍を見せたが、4月10日の楽天戦で死球を受け右手小指を骨折する。しかし、登録抹消することなく小指患部を金属プレートで覆い、打撃用手袋の上から衝撃吸収パッドをつけることで強行出場し、骨折していながら本塁打を4本放ち、4月18日のロッテ戦では渡辺俊介から決勝本塁打を放っている。だが、アーロム・バルディリスが台頭し始めると、交流戦ではセ・リーグ球場では代打の出場が主となり、5月25日に背筋痛で登録抹消される。その後、バルディリスが三塁手として定着したこともあり、昇格することなくそのまま二軍でシーズン終了を迎え、ついに構想外となりそのまま現役を引退した。

### 引退後
2011年7月、オリックスの駐米スカウトに就任。

## プレースタイル
2004年には40本のホームランのうち18本をセンターからライト方向に打つなど、広角に長打を打てる打者であったが、2005年以降は故障やミズノ社の低反発球の導入などによりライト方向への打球が減り、レフト方向への打球が多い中距離打者となった。オリックス在籍時はタフィ・ローズやアレックス・カブレラと（2009年シーズンはホセ・フェルナンデスも含む）「ビッグボーイズ打線」を形成していた。オリックスでの打撃好調の理由を記者に質問された際には「タフィが後ろで打ってくれるから、自分は思い切りバットが振れるんだ」と語っており、ローズに対して全幅の信頼を寄せている事がうかがえる。満塁の場面に強く、広島時代の2004年は通算3本塁打、打率5割を超え、2005年8月10日の対ヤクルト戦（神宮）でも前田智徳と共に1試合2満塁本塁打（チームとしては27年ぶりの快挙）を放った。
守備では主に二塁、三塁で起用され、一塁（かつては遊撃も）の守備もこなせるユーティリティープレイヤーである。守備範囲は広いほうではなく、また人工芝球場では捕球ミスによる失策がやや多かったが、基本的には堅実であり、ジャンピングスローやダイビングキャッチなどで度々ファンを湧かせた。走力も初の春季キャンプで測った時もタイムはチームでも速かった方で、決して鈍足ではなかった。
オリックス時代は守備位置が隣である遊撃手の大引啓次を可愛がっており、大引も打撃の師としてラロッカを慕っていた。大引が好守を見せた時にはお互いが仲良く決めのポーズを出す姿がしばしば見られた。大引自身も仲の良い外国人選手としてラロッカの名を挙げている。
怪我がちな体質であり、死球（後述）や守備での負傷による戦線離脱が多かった。日本ではシーズン通しての出場が在籍7年間でわずか2シーズンに留まった。

### 死球に関するエピソード
死球の多い選手として知られており、2007年に受けた28死球は1シーズン最多死球の日本記録である。広島時代の2004年とヤクルト時代の2006年にも年間20死球以上を記録しており、2010年までの7シーズンで3度のリーグ最多死球、歴代13位にあたる通算109個の死球を受けている。この間の1被死球あたりの打席数は約21.8（2375打席・109被死球）で、歴代最多被死球の記録をもつ清原和博の48.0打席で1被死球（9403打席・196死球）の2倍以上のペースで死球を受けている。常にボールに向かって打ちにいく打撃スタイルであるため、内角の厳しいボールが来ても避けない事が多く、それが死球を誘発している原因と考えられる。オリックス移籍時に清原について記者から質問された事があったが、その際「彼と死球の数で勝負しようか」と語っている。
2007年は前半戦だけで20個の死球を受けた。オールスターゲーム前に「さすがにオールスターでは死球はないだろうね」とコメントしたが、第1戦の第1打席で上原浩治から死球を受けた。すっぽ抜けのカーブでダメージも少なかったためか、両手を拡げて健在をアピールし、ファンの笑いを誘った。9月17日の対千葉ロッテマリーンズ戦（京セラドーム大阪）で清水直行からシーズン25個目の死球を受け、岩本義行の持つ日本記録を更新した瞬間は観客に向かって手を振り、マウンド上の清水にも一礼した。オリックス球団営業部では“痛い偉業”をたたえて、死球新記録グッズの開運袋「当てたロッカ」を発売した。同年の年俸交渉では、前例の無い「死球数でのインセンティブ」を希望していることが判明。年俸のアップ幅の中には死球による怪我の「治療費」まで盛り込まれた。

## 人物
オフにはアメリカの自宅近くの日本語教室で日本語を学ぶなどファンとの交流を非常に大切にしている選手で、今でも広島のファンの人気は高い。
焼肉好きで有名。特に牛角がお気に入りで、遠征先にある牛角には必ずと言っていいほど通っていたという（広島時代はマイク・ロマノとジョン・ベイルとよく一緒に行っていた）。広島時代には、遠征で栗原健太の実家の焼肉屋で山形牛を食べて、「美味い!」と絶賛した。練習中に焼肉について語る程の焼肉好き（偶然にもヤクルト時代の背番号が29（ニク）となっていた）。
2007年9月28日、オリックス球団を通じて日本二分脊椎・水頭症研究振興財団に100万円を寄付すると発表した。ラロッカ夫人が障害者教育を専攻しており、夫人の影響を受けて「日本のために恩返しがしたい」と寄付を申し出た経緯をラロッカ自身が明らかにした。
2008年の春季キャンプで、テリー・コリンズ監督と練習方法を巡って激しく口論した。ラロッカは、監督に打撃のことを指摘されると、バットを差し出して「お前がやってみろ」と挑発したという。また、タフィ・ローズが監督に対し、平下晃司の不可解な二軍落ちを抗議した際には、これに加勢した。
ただ意見をぶつけ合うのはアメリカ人なら当然で、これが監督であっても同じで、双方ともシリアスな問題でなく、しこりはないと語っている。
オリックス時代、本拠地である京セラドーム大阪、スカイマークスタジアムへは電車で通っていたようで、両球場の最寄り駅やその周辺でファンにサインをする姿が度々見られた（ただし、2010年後半、二軍暮らしを余儀なくされていた際には、マイカーであじさいスタジアム北神戸に通っていた。その際、フレディ・バイナムやフェルナンド・セギノールなど、二軍にいる外国人選手を同乗させていた姿が度々目撃されている）。

## 応援歌
広島、東京ヤクルト、オリックスと所属した球団全ての応援歌が後年複数の選手に流用されている、もしくはかつて所属していた選手の応援歌の流用である。オリックス時代の応援歌はガガガSPのコザック前田が手がけたものである。
広島での応援歌
- 中東直己
- ブラッド・エルドレッド（メロディのみ）

東京ヤクルト時代の応援歌
- ジェラルド・クラーク

オリックス時代の応援歌
- トニ・ブランコ
- アデルリン・ロドリゲス（歌詞の一部変更）
- ランヘル・ラベロ

交流戦でブランドン・ディクソンや井川慶にも使用された。

## 詳細情報

### 年度別打撃成績
| 年 度    | 球 団      | 試 合 | 打 席 | 打 数 | 得 点 | 安 打 | 二 塁 打 | 三 塁 打 | 本 塁 打 | 塁 打 | 打 点 | 盗 塁 | 盗 塁 死 | 犠 打 | 犠 飛 | 四 球 | 敬 遠 | 死 球 | 三 振 | 併 殺 打 | 打 率 | 出 塁 率 | 長 打 率 | O P S |
| -------- | ---------- | ----- | ----- | ----- | ----- | ----- | -------- | -------- | -------- | ----- | ----- | ----- | -------- | ----- | ----- | ----- | ----- | ----- | ----- | -------- | ----- | -------- | -------- | ----- |
| 2000     | SD         | 13    | 30    | 27    | 1     | 6     | 2        | 0        | 0        | 8     | 2     | 0     | 0        | 2     | 0     | 1     | 0     | 0     | 4     | 1        | .222  | .250     | .296     | .546  |
| 2002     | CLE        | 21    | 60    | 52    | 12    | 14    | 3        | 1        | 0        | 19    | 4     | 1     | 0        | 0     | 0     | 6     | 0     | 2     | 6     | 1        | .269  | .367     | .365     | .732  |
| 2003     | CLE        | 5     | 10    | 9     | 3     | 3     | 1        | 0        | 0        | 4     | 0     | 0     | 0        | 0     | 0     | 1     | 0     | 0     | 1     | 0        | .333  | .400     | .444     | .844  |
| 2004     | 広島       | 122   | 513   | 436   | 89    | 143   | 28       | 2        | 40       | 295   | 101   | 11    | 7        | 0     | 2     | 52    | 3     | 23    | 66    | 12       | .328  | .425     | .677     | 1.102 |
| 2005     | 広島       | 80    | 296   | 267   | 40    | 81    | 12       | 1        | 18       | 149   | 56    | 0     | 0        | 0     | 1     | 18    | 0     | 10    | 30    | 8        | .303  | .368     | .558     | .926  |
| 2006     | ヤクルト   | 103   | 436   | 379   | 58    | 108   | 14       | 0        | 18       | 176   | 63    | 2     | 1        | 0     | 3     | 34    | 3     | 20    | 52    | 6        | .285  | .372     | .464     | .836  |
| 2007     | オリックス | 136   | 576   | 503   | 79    | 144   | 29       | 0        | 27       | 254   | 79    | 2     | 1        | 0     | 6     | 39    | 4     | 28    | 74    | 11       | .286  | .366     | .505     | .871  |
| 2008     | オリックス | 26    | 105   | 89    | 12    | 15    | 4        | 0        | 1        | 22    | 9     | 0     | 0        | 0     | 1     | 8     | 0     | 7     | 14    | 3        | .169  | .286     | .247     | .533  |
| 2009     | オリックス | 74    | 291   | 261   | 28    | 75    | 16       | 0        | 12       | 127   | 43    | 0     | 0        | 0     | 1     | 17    | 0     | 12    | 36    | 4        | .287  | .357     | .487     | .844  |
| 2010     | オリックス | 42    | 158   | 133   | 16    | 34    | 8        | 0        | 7        | 63    | 21    | 0     | 1        | 0     | 1     | 15    | 0     | 9     | 18    | 3        | .256  | .367     | .474     | .841  |
| MLB：3年 | MLB：3年   | 39    | 100   | 88    | 16    | 23    | 6        | 1        | 0        | 31    | 6     | 1     | 0        | 2     | 0     | 8     | 0     | 2     | 11    | 2        | .261  | .337     | .352     | .689  |
| NPB：7年 | NPB：7年   | 583   | 2375  | 2068  | 322   | 600   | 111      | 3        | 123      | 1086  | 372   | 15    | 10       | 0     | 15    | 183   | 10    | 109   | 290   | 47       | .290  | .376     | .525     | .901  |

- 各年度の太字はリーグ最高、赤太字はNPBにおける歴代最高

### 年度別守備成績
| 年 度 | 一塁  | 一塁  | 一塁  | 一塁  | 一塁  | 一塁     | 二塁  | 二塁  | 二塁  | 二塁  | 二塁  | 二塁     | 三塁  | 三塁  | 三塁  | 三塁  | 三塁  | 三塁     |
| 年 度 | 試 合 | 刺 殺 | 補 殺 | 失 策 | 併 殺 | 守 備 率 | 試 合 | 刺 殺 | 補 殺 | 失 策 | 併 殺 | 守 備 率 | 試 合 | 刺 殺 | 補 殺 | 失 策 | 併 殺 | 守 備 率 |
| ----- | ----- | ----- | ----- | ----- | ----- | -------- | ----- | ----- | ----- | ----- | ----- | -------- | ----- | ----- | ----- | ----- | ----- | -------- |
| 2004  | 47    | 352   | 24    | 5     | 30    | .987     | 84    | 155   | 232   | 4     | 52    | .990     | -     | -     | -     | -     | -     | -        |
| 2005  | -     | -     | -     | -     | -     | -        | 51    | 97    | 134   | 11    | 32    | .955     | 8     | 2     | 5     | 3     | 1     | .700     |
| 2006  | -     | -     | -     | -     | -     | -        | 96    | 202   | 240   | 10    | 47    | .978     | 9     | 4     | 13    | 0     | 1     | 1.000    |
| 2007  | 2     | 15    | 2     | 0     | 0     | 1.000    | -     | -     | -     | -     | -     | -        | 115   | 74    | 212   | 9     | 11    | .969     |
| 2008  | 1     | 9     | 0     | 0     | 0     | 1.000    | -     | -     | -     | -     | -     | -        | 25    | 16    | 46    | 4     | 5     | .939     |
| 2009  | 22    | 156   | 7     | 0     | 17    | 1.000    | -     | -     | -     | -     | -     | -        | 52    | 27    | 67    | 8     | 6     | .922     |
| 2010  | 1     | 3     | 0     | 0     | 0     | 1.000    | -     | -     | -     | -     | -     | -        | 21    | 16    | 33    | 6     | 5     | .891     |
| NPB   | 73    | 535   | 33    | 5     | 37    | .991     | 231   | 454   | 606   | 25    | 131   | .977     | 230   | 139   | 376   | 30    | 29    | .945     |

### タイトル
- 最高出塁率：1回 （2004年）

### 表彰
- ベストナイン：2回 （2004年：二塁手[10]、2007年：三塁手）

### 記録
NPB初記録
- 初出場・初先発出場：2004年4月2日、対中日ドラゴンズ1回戦（ナゴヤドーム）、3番・二塁手で先発出場
- 初安打・初打点：同上、9回表に岩瀬仁紀から中前適時打
- 初盗塁：2004年4月9日、対横浜ベイスターズ1回戦（広島市民球場）、1回裏に二盗（投手：ピート・ウォーカー、捕手：相川亮二）
- 初本塁打：同上、3回裏にピート・ウォーカーから右越2ラン
- 初死球：2004年4月14日、対阪神タイガース2回戦（阪神甲子園球場）、3回表に前川勝彦から

NPB節目の記録
- 100本塁打：2007年8月28日、対福岡ソフトバンクホークス16回戦（スカイマークスタジアム）、4回裏に和田毅から左越ソロ　※史上251人目
- 100死球：2009年7月28日、対福岡ソフトバンクホークス12回戦（長崎ビッグNスタジアム）、8回表に森福允彦から　※史上13人目（史上最速）

NPBその他の記録
- シーズン28死球（2007年、日本プロ野球記録）
- 1イニング2本塁打：2006年5月11日、対西武ライオンズ2回戦（明治神宮野球場）、4回裏に帆足和幸から左越3ラン、1死後正津英志から左越ソロ　※史上17人目（19度目）
- 全球団から本塁打：2007年4月5日、対千葉ロッテマリーンズ3回戦（京セラドーム大阪）、8回裏に薮田安彦から左越逆転決勝2ラン　※史上7人目
- オールスターゲーム出場：2回（2004年、2007年）

### 背番号
- 20 （2000年）
- 62 （2002年 - 2003年）
- 43 （2004年 - 2005年）
- 29 （2006年）
- 30 （2007年 - 2010年）